# Mpxplay
Mpxplay ist ein freies Audio-Abspielprogramm, das sowohl unter MS-DOS als auch unter Windows ab Version 3.11 lauffähig ist.

## Funktionen
Mpxplay bietet alle grundlegenden Funktionen eines Audiospielers, unter anderem auch die Unterstützung von DSP-Plugins und Überblenden einzelner Stücke. Es ist, auch aufgrund der mangelnden Mausunterstützung von DOS, vollständig über Tastenkürzel steuerbar.
Auch das Filtern von Wiedergabelisten und das Lesen und Schreiben von Unicode-ID3-Tags sind möglich.
Unter Windows kann Mpxplay sowohl DirectSound als auch den Wave Mapper als Ausgabetreiber verwenden, so dass auch neuere Audiohardware unterstützt wird.

## Besonderheiten
Die Benutzeroberfläche ist weitgehend aus ASCII-Zeichen zusammengesetzt. Dadurch ist das Programm sehr kompakt und verbraucht nur wenige Ressourcen. Die Windows-Version wird in einem Konsolenfenster geöffnet und lässt sich dort auch mit der Maus bedienen; da jedoch nicht für jede Funktion eine Schaltfläche zur Verfügung steht, sind einige Funktionen wie zum Beispiel das Wechseln des aktiven Laufwerks nur über Tastenkürzel erreichbar.

### Mpxplay-MMC
Seit Januar 2014 ist mit Mpxplay-MMC eine in Qt 5 entwickelte grafische Oberfläche für Mpxplay in Entwicklung gewesen. Inzwischen ist diese für Windows 7 und spätere Versionen offiziell verfügbar.

## Unterstützte Formate
In der aktuellen Version unterstützt Mpxplay folgende Dateiformate:
Audiodateien
AAC, AC3, APE, FLAC, MP2, MP3, MPC, OGG Vorbis, WavPack, WMA sowie (mit Plugins) DTS, MOD, Speex
Audiocontainer
ASF, AVI, MP4, Vorbis, WAV
Abspiellisten
CUE, FPL, M3U, M3U8, MXU, PLS